# Portsmouth F.C.
Câu lạc bộ bóng đá Portsmouth là một câu lạc bộ bóng đá của Anh đặt tại thành phố Portsmouth. Nickname của câu lạc bộ là Pompey, đôi khi được gọi là 'The Blues', các cổ động viên của Portsmouth thường được biết đến là 'The Blue Army' (đội quân xanh). Hiện tại Portsmouth đang chơi tại Football League One. Sân nhà của câu lạc bộ là sân vận động Fratton Park. Chủ sở hữu của Portsmouth hiện nay là tỉ phú người UAE Sulaiman al-Fahim.
.Portsmouth đã hai lần dành FA Cup, lần gần đây nhất là năm 2008,,ngoài ra đội bóng đã 2 lần vô địch quốc gia năm 1949,1950. Đối thủ truyền kiếp của Portsmouth là Southampton mặc dù hai đội hiện đang chơi ở hai hạng đấu khác nhau.

## Huấn luyện viên
Các thành viên chính xác đến ngày 20 tháng 5 năm 2010..
Bao gồm tất cả các trận đấu ở các giải đấu. Huấn luyện viên tạm quyền được biểu thị với một dấu sao (*).
| Tên             | Quốc tịch | Nhiệm kỳ                      | P   | W   | D   | L   | % Thắng |
| --------------- | --------- | ----------------------------- | --- | --- | --- | --- | ------- |
| Frank Brettell  | Anh       | August 1898 – May 1901        | 88  | 56  | 9   | 23  | 63.64   |
| Bob Blyth       | Anh       | August 1901 – May 1904        | 142 | 84  | 29  | 29  | 59.15   |
| Richard Bonney  | Anh       | August 1904 – May 1908        | 206 | 99  | 39  | 68  | 48.06   |
| Robert Brown    | Anh       | August 1911 – May 1920        | 220 | 100 | 48  | 72  | 45.45   |
| John McCartney  | Scotland  | May 1920 – May 1927           | 308 | 129 | 93  | 86  | 41.88   |
| Jack Tinn       | Anh       | May 1927 – May 1947           | 586 | 229 | 131 | 226 | 39.08   |
| Bob Jackson     | Anh       | May 1947 – June 1952          | 234 | 114 | 51  | 69  | 48.72   |
| Eddie Lever     | Anh       | August 1952 – April 1958      | 261 | 88  | 67  | 106 | 33.72   |
| Freddie Cox     | Anh       | August 1958 – February 1961   | 120 | 28  | 29  | 63  | 23.33   |
| George Smith    | Anh       | April 1961 – April 1970       | 410 | 149 | 110 | 151 | 36.34   |
| Ron Tindall     | Anh       | April 1970 – May 1973         | 130 | 34  | 40  | 56  | 26.15   |
| John Mortimore  | Anh       | May 1973 – September 1974     | 47  | 16  | 13  | 18  | 34.04   |
| Ian St. John    | Scotland  | September 1974 – May 1977     | 124 | 31  | 33  | 60  | 25      |
| Jimmy Dickinson | Anh       | May 1977 – May 1979           | 91  | 27  | 29  | 35  | 29.67   |
| Frank Burrows   | Scotland  | May 1979 – May 1982           | 138 | 61  | 39  | 38  | 44.2    |
| Bobby Campbell  | Anh       | May 1982 – May 1984           | 88  | 40  | 17  | 31  | 45.45   |
| Alan Ball       | Anh       | May 1984 – January 1989       | 222 | 94  | 58  | 70  | 42.34   |
| John Gregory    | Anh       | January 1989 – January 1990   | 50  | 10  | 15  | 25  | 20      |
| Frank Burrows   | Scotland  | January 1990 – March 1991     | 60  | 20  | 17  | 23  | 33.33   |
| Tony Barton*    | Anh       | March 1991 – May 1991         | 12  | 5   | 2   | 5   | 41.67   |
| Jim Smith       | Anh       | June 1991 – February 1995     | 199 | 81  | 54  | 64  | 40.7    |
| Terry Fenwick   | Anh       | August 1995 – January 1998    | 131 | 43  | 29  | 59  | 32.82   |
| Keith Waldon*   | Anh       | January 1998 – January 1998   | 3   | 0   | 0   | 3   | 0       |
| Alan Ball       | Anh       | January 1998 – December 1999  | 97  | 28  | 26  | 43  | 28.87   |
| Bob McNab*      | Anh       | December 1999 – January 2000  | 5   | 0   | 2   | 3   | 0       |
| Tony Pulis      | Wales     | January 2000 – October 2000   | 35  | 11  | 10  | 14  | 31.43   |
| Steve Claridge  | Anh       | October 2000 – February 2001  | 23  | 5   | 10  | 8   | 21.74   |
| Graham Rix      | Anh       | February 2001 – March 2002    | 56  | 16  | 17  | 23  | 28.57   |
| Harry Redknapp  | Anh       | March 2002 – November 2004    | 116 | 54  | 26  | 36  | 46.55   |
| Velimir Zajec   | Croatia   | November 2004 – April 2005    | 21  | 5   | 4   | 12  | 23.81   |
| Alain Perrin    | Pháp      | April 2005 – November 2005    | 21  | 4   | 6   | 11  | 19.05   |
| Joe Jordan*     | Scotland  | November 2005 – December 2005 | 2   | 0   | 0   | 2   | 0       |
| Harry Redknapp  | Anh       | December 2005 – October 2008  | 128 | 54  | 29  | 45  | 42.19   |
| Tony Adams      | Anh       | October 2008 – February 2009  | 22  | 4   | 7   | 11  | 18.18   |
| Paul Hart       | Anh       | February 2009 – November 2009 | 30  | 9   | 6   | 15  | 30      |
| Avram Grant     | Israel    | November 2009 – May 2010      | 29  | 10  | 7   | 16  | 30.3    |
| Steve Cotterill | Anh       | June 2010 –                   | 1   | 1   | 0   | 0   | 100     |

### Đội hình hiện tại
Ghi chú: Quốc kỳ chỉ đội tuyển quốc gia được xác định rõ trong điều lệ tư cách FIFA. Các cầu thủ có thể giữ hơn một quốc tịch ngoài FIFA.
| Số | VT | Quốc gia         | Cầu thủ                             |
| -- | -- | ---------------- | ----------------------------------- |
| 1  | TM | Anh              | Jamie Ashdown                       |
| 3  | HV | Anh              | Carl Dickinson (mượn từ Stoke City) |
| 4  | HV | Cộng hòa Nam Phi | Aaron Mokoena                       |
| 5  | TV | Anh              | Matt Ritchie                        |
| 7  | TV | Cộng hòa Ireland | Liam Lawrence (mượn từ Stoke City)  |
| 8  | TV | Anh              | Hayden Mullins                      |
| 9  | TĐ | Anh              | Danny Webber                        |
| 10 | TĐ | Anh              | David Nugent                        |
| 11 | TV | Anh              | Michael Brown                       |
| 17 | TĐ | Nigeria          | John Utaka                          |

| Số | VT | Quốc gia   | Cầu thủ                             |
| -- | -- | ---------- | ----------------------------------- |
| 18 | TĐ | Anh        | Dave Kitson                         |
| 20 | HV | Anh        | Joel Ward                           |
| 22 | TV | Scotland   | Richard Hughes                      |
| 24 | TĐ | Hà Lan     | Nadir Ciftci                        |
| 25 | HV | Sénégal    | Ibrahima Sonko (mượn từ Stoke City) |
| 27 | TĐ | Nigeria    | Nwankwo Kanu                        |
| 33 | HV | Bồ Đào Nha | Ricardo Rocha                       |
| 37 | TM | Anh        | Darryl Flahavan                     |
| 38 | HV | Anh        | Ellis Martin                        |
| 39 | TV | Anh        | Peter Gregory                       |

### Cho mượn
Ghi chú: Quốc kỳ chỉ đội tuyển quốc gia được xác định rõ trong điều lệ tư cách FIFA. Các cầu thủ có thể giữ hơn một quốc tịch ngoài FIFA.
| Số | VT | Quốc gia | Cầu thủ                            |
| -- | -- | -------- | ---------------------------------- |
| 21 | TĐ | Anh      | Tommy Smith (tại QPR)              |
| 26 | HV | Israel   | Tal Ben Haim (tại West Ham United) |
| 31 | TM | Anh      | Liam O'Brien (tại Eastbourne)      |
| 40 | TV | Anh      | Marlon Pack (tại Cheltenham)       |

## Danh hiệu
- Giải hạng nhất/Giải ngoại hạng (first tier)[1]
  - Vô địch 1949, 1950
- Giải hạng hai[1]
  - Vô địch 2003
  - Á quân 1927, 1987
- Giải hạng ba[1]
  - Vô địch 1924, 1962, 1983
- Giải hạng bốn[1]
  - Thăng hạng 1980
- FA Cup
  - Vô địch 1939, 2008
  - Á quân 1929, 1934
- FA Charity Shield/FA Community Shield
  - Vô địch 1949
  - Á quân 2008
- Giải hạng nhất miền Nam
  - Vô địch 1902, 1920
  - Á quân 1900, 1907
- Giải hạng hai miền nam
  - Á quân 1912
- Southern Charity Cup
  - Vô địch 1903
  - Á quân 1909
- Southern Professional Floodlit Cup
  - Vô địch 1958
- South Western League
  - Vô địch 1916
- South Hants War League
  - Vô địch 1918
- Hampshire Charity Cup
  - Vô địch 1906, 1907
- Hampshire FA Benevolent Fund Cup
  - Đồng vô địch 1909
- Hants Professional Cup
  - Vô địch 1935, 1982
  - Á quân 1983
- Hants Combination Cup
  - Vô địch 1933, 1941
- Hants Benevolent Cup
  - Vô địch 1911
- Pickford Cup
  - Vô địch 1914, 1915, 1921, 1924, 1926, 1928, 1931, 1932, 1933, 1934, 1935, 1936
- Hospital Cup
  - Vô địch 1924, 1925, 1926, 1927, 1929, 1930, 1933, 1934, 1935
- Western Football League
  - Vô địch 1901, 1902, 1903
  - Á quân 1908
- London War Cup
  - Á quân 1942
- Barclays Asia Trophy
  - Vô địch 2007

## Liên kết
- Official Website
- PFC News Site Lưu trữ ngày 26 tháng 9 năm 2010 tại Wayback Machine
- Skysports.com - Portsmouth FC
- Football365.com - Portsmouth FC Lưu trữ ngày 22 tháng 11 năm 2010 tại Wayback Machine
- TEAMtalk.com - Portsmouth FC Lưu trữ ngày 18 tháng 3 năm 2010 tại Wayback Machine
- sportinglife.com - Portsmouth FC
- BBC.co.uk - Portsmouth Stats, Fixtures, Results
- Premierleague.com - Portsmouth Lưu trữ ngày 29 tháng 9 năm 2012 tại Wayback Machine
- Portsmouth Stats
- Royal Artillery Portsmouth Stats
- Polish Pompey Website Lưu trữ ngày 10 tháng 5 năm 2015 tại Wayback Machine
- Portsmouth FC forum